# Feliniopsis thoracica
Feliniopsis thoracica är en fjärilsart som beskrevs av Walker 1858. Feliniopsis thoracica ingår i släktet Feliniopsis och familjen nattflyn. Inga underarter finns listade i Catalogue of Life.